# Pierre Willems
Pour les articles homonymes, voir Willems (homonymie).
Pierre Gaspard Hubert Willems, né le 6 janvier 1840 à Maastricht et mort le 23 février 1898 à Louvain, est un historien néerlandais. Spécialiste des institutions de la Rome antique, il été professeur à l'université catholique de Louvain et membre de l'Académie royale des sciences, des lettres et des beaux-arts de Belgique.
Ses deux ouvrages les plus connus sont Le droit public romain (d'abord publié sous le titre Les antiquités romains envisagées au point de vue des institutions politiques) et Le sénat de la république romaine.